# やっさんのはちゃめちゃ捕物帖
『やっさんのはちゃめちゃ捕物帖』（やっさんのはちゃめちゃとりものちょう）は、1983年9月25日から1984年7月1日まで朝日放送（ABCテレビ）で毎週日曜 12:00 - 12:45 (JST) に放送された公開バラエティ番組（お笑い番組）。『日曜笑劇場』の第2作目で、大阪・なんば花月劇場（旧）からの中継録画で行われていた。

## 概要
当時人気絶頂期だった横山やすし主演による捕物コメディーであり、基本的に銭形平次をはじめ数ある捕物劇のパロディ要素が含まれていた。前作『あっちこっち丁稚』からの続投である木村進・間寛平・室谷信雄の当時の吉本新喜劇3座長が脇を固めていた。オープニングでは、やすしがモーターボートで犯人を追いかけるも犯人を追い越してしまう演出が取り入れられていた。

## 番組内容
- 江戸時代の大坂を舞台にした捕物劇。“やっさん親分”こと、はちゃめちゃの目明かし・安次（やすし）が2人の子分（木村、間）を従え、大坂の町で起こった数々の事件を解決していくストーリーとなっている。毎週のお約束となった事件解決後の安次の締めの決め台詞は「まっかせなさ〜い!!」。

## その他
- 「やっさんの-」と同じ時間帯、首都圏（テレビ朝日）では『やすきよ笑って日曜日』が放送されており、やすしは大阪・東京において同系列・同一時間帯の異なる番組に出演していたことになる（同様の例では、いずれも関西テレビ・フジテレビ系になるが関西テレビ『花の新婚!カンピューター作戦』／フジテレビ『上岡龍太郎にはダマされないぞ!』の上岡龍太郎、大阪『さんまのまんま』／東京『あっぱれさんま大先生』の明石家さんまがある）。
- また、本番組にはやすしの長男・木村一八（当時14歳）も「瓦版屋の小僧・一八（いっぱち）」役で出演していた（作品内ではやすしとの血縁関係はなく、それぞれ「いっぱち」「やっさん」と呼び合っている）。なお、前述の『やすきよ笑って日曜日』では、やすしと親子役で共演している。
  - なお、『やすきよ笑って日曜日』では西川きよしとの共同司会だったが、きよしはこの番組にはレギュラー出演していなかった。
- やすしはこれまで黒縁メガネを愛用していたが、この番組出演を機に金縁メガネに変え、以後それがトレードマークとなった。
- 福岡では九州朝日放送での放送だが、『あっちこっち丁稚』同様に『パネルクイズ アタック25』放送後に遅れ放送されていた（遅れ日数は不明）。

## 出演者
- 横山やすし
- 木村進
- 間寛平
- 室谷信雄
- 木村一八
- 中川一美
- 井上望
- チャンバラトリオ
- 西川きよし（特別出演）
- 横山ノック（特別出演）
- 西川のりお - 劇の中盤（一旦CMが入る直前）に、携えていた「パフパフ」をやっさん親分が鳴らすと、何の脈絡もなく現れ、やっさん親分などに突っ込まれる、という設定。いわば前作の「あっちこっち丁稚」の赤フン男と同じポジションだが、のりおの場合は扮装などが毎回変わっていた。

## ネット局
千葉テレビにて毎週木曜 夜9時45分〜放送されていた。